# Amybeth McNulty
Amybeth McNulty (Úlster, Irlanda, 7 de novembro de 2001) é uma atriz irlando-canadense, ela ganhou reconhecimento ao estrelar a série canadense Anne with an E, da CBC/Netflix, como a protagonista Anne Shirley, que é baseada no romance Anne of Green Gables escrito por Lucy Maud Montgomery.

## Início da vida
Amybeth McNulty nasceu em 7 de novembro de 2001 em Letterkenny, Condado de Donegal, Irlanda, filha única de pai irlandês e mãe canadense. Ela também tem herança escocesa. Ela foi educada em casa. Ela foi integrante do "Teatro Juvenil" do An Grianán, onde se formou em atuação e balé.

## Carreira
A experiência de palco de McNulty começou com balé e apresentações amadoras no An Grianán Theatre, que foi facilitado por Nora Kavanagh, bem como musicais do escritor e compositor Paul Boyd. Em 2014, McNulty coestrelou a série da RTÉ One, Clean Break, como a curiosa garotinha Jenny Rane. Em 2015, McNulty apareceu em Agatha Raisin como a versão mais nova da personagem-título e coestrelou em The Sparticle Mystery da CBBC. McNulty fez sua estreia no cinema no suspense de ficção científica Morgan, retratando a iteração de 10 anos da personagem-título. O filme recebeu críticas mistas.
De 2017 a 2019, ela protagonizou como Anne Shirley na série dramática da CBC e Netflix Anne with an E, uma adaptação da franquia literária Anne of Green Gables, de 1908, por Lucy Maud Montgomery. McNulty foi escalada a partir de uma seleção de 1800 garotas por sua capacidade de entregar diálogos que são "incrivelmente profundos, dinâmicos e bonitos"; sua audição consistiu em conversar com árvores, conversar com flores e construir tronos com galhos." McNulty recebeu elogios da crítica por sua atuação; Gwen Inhat do The A.V. Club elogiou a "posse absoluta" de Anne, bem como sua capacidade de fazer uma "linguagem fantasiosa desenrolar", enquanto Neil Genzlinger do The New York Times escreveu que a atuação de McNulty foi "maravilhosamente exuberante e eminentemente simpática". Sua interpretação lhe rendeu o Canadian Screen Award de Melhor Atriz de Televisão e o prêmio ACTRA Award de Melhor Performance – Feminina.
McNulty interpretou o papel principal em Maternal, sendo essa a estreia na direção da atriz Megan Follows, que foi gravado no início de 2020. Ela também estrelou em Black Medicine, no qual interpreta uma adolescente irlandesa alcoólatra e viciada em drogas. Em dezembro de 2020, McNulty foi escalada para a adaptação cinematográfica do diretor Michael McGowan de All My Puny Sorrows, um romance da autora canadense Miriam Toews. Em junho de 2021, McNulty foi escalada para a quarta temporada da série dramática da Netflix Stranger Things, interpretando Vickie, uma "nerd tagarela de uma banda daora". No dia 9 de junho de 2021, a Netflix, por meio de seu canal oficial no Brasil, anunciou publicamente que ela entraria no elenco de Stranger Things para a quarta temporada.

## Vida pessoal
Aos 19 anos, McNulty mudou-se da casa de sua família na zona rural de Donegal para Londres. Em junho de 2020, a atriz se assumiu bissexual em seu Twitter. McNulty é vegetariana.
Em novembro de 2021, a mãe de McNulty faleceu.

## Filmografia

### Cinema
| Ano  | Título              | Papel            | Notas          |
| ---- | ------------------- | ---------------- | -------------- |
| 2014 | A Risky Undertaking | Ariadne Pleasant | Curta-metragem |
| 2016 | Morgan              | Morgan 10 anos   |                |
| 2021 | Black Medicine      | Áine             |                |
| 2021 | All My Puny Sorrows | Nora Von Riesen  |                |
| 2024 | She Came Back       | Charlie          |                |

### Televisão
| Ano           | Título                | Papel                 | Notas                                      |
| ------------- | --------------------- | --------------------- | ------------------------------------------ |
| 2014          | Agatha Raisin         | Agatha jovem          | Episódio: "The Quiche of Death"            |
| 2015          | The Sparticle Mystery | Sputinik              | Episódios: "The Fisher Girls" e "The Raid" |
| 2015          | Clean Break           | Jenny Rane            | 4 episódios                                |
| 2017–2019     | Anne with an E        | Anne Shirley-Cuthbert | 27 episódios                               |
| 2022-presente | Stranger Things       | Vickie                | 3 episódios                                |

## Prêmios e indicações
| Ano  | Prêmio                 | Categoria                               | Indicação      | Resultado | Ref.   |
| ---- | ---------------------- | --------------------------------------- | -------------- | --------- | ------ |
| 2018 | Canadian Screen Awards | Melhor Atriz Principal, Série Dramática | Anne with an E | Indicado  |        |
| 2019 | Canadian Screen Awards | Melhor Atriz Principal, Série Dramática | Anne with an E | Venceu    | [ 29 ] |
| 2019 | ACTRA Toronto Awards   | Melhor Performance - Feminina           | Anne with an E | Venceu    | [ 17 ] |
| 2020 | Canadian Screen Awards | Melhor Atriz Principal, Série Dramática | Anne with an E | Indicado  |        |